# Bernhard Willhelm
Bernhard Willhelm (* 12. listopadu 1972 Ulm) je německý módní návrhář. Studoval na Antverpské akademii, kde byl například asistentem Waltera van Beirendoncka. V roce 1998 založil spolu s Juttou Kraus módní značku. V roce 1999 představili svou první dámskou kolekci a následujícího roku první pánskou. V roce 2002 své studio přestěhovali z Antverp do Paříže. Tou dobou se Willhelm stal kreativním ředitelem značky Capucci, jímž zůstal do roku 2004. V letech 2009 až 2014 stál v čele módního oddělení na Universität für angewandte Kunst Wien. Krátce působil v Mexiku a počínaje rokem 2013 pracoval v Los Angeles. V roce 2009 uvedl kolekci slunečních brýlí ve spolupráci s německým výrobcem Mykita.